# Алажен
Алажен (тал. Алажен/Alažen) — демоница талышской мифологии, причиняющая вред роженицам и детям.

## Этимология
Алажен дословно с талышского языка переводится, как «красная женщина». Некоторые исследователи приводят обозначение, как «дикая, отвергнутая женщина».

## Образ
Дикая женщина, чёрная, с красными волосами, большими глазами и огромными грудями, которые она забрасывает за плечи. Также Алажен представляется хрупкой женщиной, с длинными руками, большими глазами, белыми или красными волосами.
Она имеет все внешние атрибуты женщины, легко вступает в контакт, языковых проблем не испытывает, обитает в основном на окраинах населенных пунктов, в лесах, бесхозных местах. Она боится режущих предметов, собак и петухов. Под подушкой ребёнка кладут нож или вилку, которые, как и лай собаки или утреннее пение петуха, отпугивают демонические силы. Вот почему в талышской культурной традиции высоко почитались эти животные. Алажены любят всякого рода украшения, золотые изделия, некоторые из которых попали в руки людей, и они используют их в быту для борьбы со сглазом.

## Описание
Алажен проникает в комнату, где лежит роженица, пугает её своим видом, иногда бьёт. Также Алажен убивает новорожденных. Чтобы прогнать Алажен, под подушку роженице кладут кинжал, ружьё, нож, вообще какой-нибудь железный предмет, так как Алажен очень боится железа. Отгоняют и молитвами — «дыво», а также специальными амулетами — «алажени чиг» (букв. «кость из щиколотки алажен»). Алажен очень любит кататься на лошади. От её бешеной езды лошадь худеет. Алажен заплетает гриву лошади в узлы, которые никто не в состоянии распутать, но спустя некоторое время они распутываются сами. Летом алажен часто купается в реке.
Считается, что Алажен можно поймать и даже «приручить», заставить служить. Г. Ф. Чурсин приводит легенду, согласно которой женщина обмазала шею лошади смолой, а Алажен, решив покататься на лошади, прилипла к ней. Пойманной Алажен нужно воткнуть иглу (булавку) в платье, и тогда она станет послушной рабой, а металлический предмет вынуть не сможет.
Муж демоницы — Виаванголи/Биабан-гули — «высокий, как карагач, и весь, как буйвол, мохнатый», также опасен для ребёнка.

## Легенда об Алажен
Одну из легенд об Алажен записанную у талышей села Дерьян, приводит Г. Ф. Чурсин. Охотник из села Гагеран, убив оленя, остается на ночлег в лесу. Пока он, разделав тушу, разжигает костер и готовит еду, из оврага появляется алажен. Демоница усаживается возле охотника и повторяет все его действия: он ест кусок мяса, и она следует за ним, он отрезает кусок оленьего сала — и Алажен берет кусок сала. Тогда охотник подносит спичку к своей ноге. Алажен, следуя его примеру, тоже поджигает свою ногу, шерсть на ней вспыхивает, и, крича от боли, демоница убегает в лес. Спустя время Алажен возвращается с целой группой сородичей. Охотник в испуге забирается на дерево, а Алажены, не заметив его, жарят оленя, едят мясо, а оставшуюся его часть сжигают и расходятся. Спустя время охотник умирает. Место, где это произошло, отмечает автор, так и называется — «Госута чол», в переводе с талышского «котловина сожженного оленя». В данном сюжете алажен выступает в роли лесной демоницы, посягнувшей на охотника. Но все-таки основная её функция — предотвращение продолжения человеческого рода, и наибольшую опасность она представляет для рожениц и новорожденных младенцев.
Иногда Алажены могут создавать иллюзии с целью заманить человека к себе, как гласит в одном талышском рассказе где заблудившийся в лесу мужчина глубокой ночью натыкается на свадьбу среди леса, но его ум и смекалка помогают ему не попасть на уловки Алаженов.